# Manfred Pranger
Manfed Pranger (25. siječnja 1978.) austrijski je alpski skijaš. Ima tri pobjede u svjetskom skijaškom kupu. Svjetski je prvak u slalomu iz 2009. godine. Slalom je jedina njegova specijalizirana disciplina. 

## Pobjede u Svjetskom skijaškom kupu
- datum - 23. siječnja 2005., Mjesto -  Kitzbühel, disciplina - slalom
- datum - 25. siječnja 2005., Mjesto -  Schladming, disciplina - slalom
- datum - 18. siječnja 2009., Mjesto -  Wengen, disciplina - slalom